# قانون التصاميم المسجلة لعام 1949
قانون التصاميم المسجلة لعام 1949 هو قانون في المملكة المتحدة يتعلق بحقوق التصميم. كان الغرض من هذا القانون هو توحيد بعض التشريعات المتعلقة بتسجيل التصاميم. "ينص القانون على أنه في حالة التخلّي عن طلب تسجيل تصميم أو رفضه، فإن المعلومات المقدمة بموجب التسجيل لن تكون مفتوحة للتفتيش العام".
يتضمن الجزء الرابع من قانون حقوق النشر والتصاميم وبراءات الاختراع لعام 1988 على عددٍ معينٍ من التعديلات التي أجريت على قانون التصاميم المسجلة لعام 1949.

## التصاميم القابلة للتسجيل وإجراءات التسجيل
يجب أن يكون تصميماً يتوافق مع الشروط المذكورة في المادة 1 من CDR.

## روابط خارجية
- التصميم مباشرة على Gov.uk
- الادعاء الكاذب بتسجيل تصميم: ما العمل؟ - الجرائم المتعلقة بالمادة 35 من قانون التصاميم المسجلة، البروفيسور جيريمي فيليبس، نوفمبر/تشرين الثاني 2014
- محتويات القانون المعدل على موقع Gov.uk

قالب:UK legislation